# Colchicum lagotum
Colchicum lagotum är en tidlöseväxtart som beskrevs av Karin Persson. Colchicum lagotum ingår i släktet tidlösor, och familjen tidlöseväxter. Inga underarter finns listade i Catalogue of Life.